# San José de Bocay
San José de Bocay é um município da Nicarágua, situado no departamento de Jinotega. Tem 3,990 km² de área e sua população em 2020 foi estimada em 68.612 habitantes.